# ロー・ファンタジー
ロー・ファンタジー（英: Low Fantasy）は、ファンタジーのジャンルの1つで、概念的にある程度明確な「ハイ・ファンタジー」の対概念として使用される。ただし幾分かの例外は存在する。

## 概要
英語圏では元々、コミカルなファンタジー（コミック・ファンタジー）を示すための造語であった。
「ロー・ファンタジー」という言葉が何を指すかはかなり曖昧であり、どの作品がこのジャンルに属するのかについて、一般的な合意はない。この語を定義するために様々な試みが行われたが、いずれも支配的な位置を得ることはできなかった。つまり、「ロー・ファンタジー」とは、ファンタジーのサブジャンルに属する色々な作品を示すために使用される、一種の包括用語であるというのがより正確であろう。
それでも最大公約数的な定義を述べると、現実世界を主な舞台とする話、魔術や超自然的な要素が相対的に少ないファンタジー文学を指すのに使われることが多い。
スウェーデンのFantasy Book Clubが発行する月別セールスカタログとニュースレターに掲載された定義によれば、『ロー・ファンタジーは、我々の「現実の世界」に空想的な要素（例えば魔法やモンスター）が配置されるが、ハイ・ファンタジーにおいてそれらは、我々の世界と若干の類似点を有するか、あるいはまったく独自な世界に配置されるところに違いがある』とされている。
ロー・ファンタジーのサブジャンルもしくは関連ジャンルとしてエブリデイ・マジックがある。エブリデイ・マジックは、その名の示すとおり「日常における魔法」というシチュエーションに主眼を置いたものであり、作品の傾向によっては必ずしもファンタジーに当てはまらないものも多い。
また作品としてハイ・ファンタジーの一部であっても、ロー・ファンタジーに分類されるものもある。一例を挙げるとするならば、G・R・R・マーティンの『氷と炎の歌』シリーズの場合、ドラゴンや魔法が登場する架空の世界の物語であるが、中世イギリスや薔薇戦争をモチーフにした架空戦記であり、両側面を備えた作品であると言える。

## 分類法・定義の例
- 現実世界の中に異質な原理が貫入してくる過程を描くもの[1]。
- 日常世界に科学的に説明不能な現象が生じたり、不可思議な生物が現れるなどして日常世界を構成している原理がゆらぎ、組み替えられる物語。時にはそういったゆらぎからの回復が語られる[1]。
- 異世界の住民や本来は現実世界に存在しない空想上の産物が現実世界に侵入してくるファンタジー[2]。
- ハイ・ファンタジー以外のファンタジー[3]。

## ロー・ファンタジー作品の一例
- 小人の冒険シリーズ メアリー・ノートン[4]
- 人形の家 ルーマー・ゴッデン[4]
- リトルベアーの冒険 リン・リード・バンクス[4]
- 闇の戦い スーザン・クーパー[5]
- 砂の妖精シリーズ イーディス・ネズビット[5]